# Nieciecz Włościańska
Nieciecz Włościańska [ˈɲet͡ɕet͡ʂ vwɔɕˈt͡ɕaɲska] est un village polonais de la gmina de Sabnie dans le powiat de Sokołów et dans la voïvodie de Mazovie, au centre-est de la Pologne.
Il est situé à environ 6 kilomètres au sud de Sabnie, 7 kilomètres au nord-est de Sokołów Podlaski et à 93 kilomètres à l'est de Varsovie.

Sa population compte 346 habitants en 2011